# Український Чорноморський інститут
Украї́нський Чорномо́рський інститу́т — установа на еміграції для поширення знань про Чорне море та Чорноморський простір. Існувала у 1940—1948 роках у Варшаві та Західній Німеччині.
Голови Іван Шовгенів, Михайло Міллер. Секретар і головний організатор Лев Биковський. Жваву участь в організації інституту взяв Юрій Липа.
4 травня 1940 року у Варшаві відбулося перше інавгураційне засідання Українського Чорноморського інституту. Першим головою установи став Іван Шовгенів.
Першим виданням стала книжка Юрія Липи «Чорноморська доктрина».
Після смерті Юрія Липи ідеологічним керівником Інституту впродовж 1946—1949 років став Михайло Міллер. В той час Інститут змінив назву на Український Морський інститут.
Останньою в Європі публікацією стала брошура Юрія Липи «Символ Чорного моря».
У травні-червні 1948 року Інститут переїхав до Нью-Йорку, але з технічних причин не зміг повноцінно відновити свою роботу. Тому останньою його публікацією стала брошура «Михайло Олександрович Міллер» (1949, Нью-Йоррк-Геттінген). Інститут вшанував 65-ліття свого керівника і перейшов у законсервований стан.
Інститут випустив 67 публікацій (63 циклостилем, наклад 100—200 примірників) як оригінальних, так і передруків.